# Miłek jesienny
Miłek jesienny (Adonis annua L.) – gatunek rośliny rocznej z rodziny jaskrowatych (Ranunculaceae). W stanie dzikim występuje w Afryce północnej, Azji zachodniej i w Europie. Introdukowany do flory Ameryki Północnej. We florze Polski uznany za efemerofit.

## Morfologia
LiściePierzasto-wielodzielne złożone z równowąskich odcinków.
KwiatyKielich nagi, działki odgięte. Korona stulona, o płatkach jajowatych w krwistym kolorze, wyjątkowo cytrynowym i nieco dłuższych od działek.
OwocNagi, bez ząbka pod dzióbkiem.

## Uprawa
Jako roślina ozdobna uprawiany jest w ogródkach w Ameryce Północnej i Europie, w Polsce rzadko. Najlepiej rośnie na słonecznym, ale osłoniętym od wiatru stanowisku, na wilgotnej, próchnicznej glebie. Rozmnaża się go przez podział rozrośniętych kęp, lub przez wysiew nasion tuż po ich zbiorze.